# Kalju (Kullamaa)
Kalju – wieś w Estonii, w prowincji Lääne, w gminie Kullamaa. W 2005 roku wieś zamieszkiwały 42 osoby.